# لشکر ۲۸ پیاده کردستان

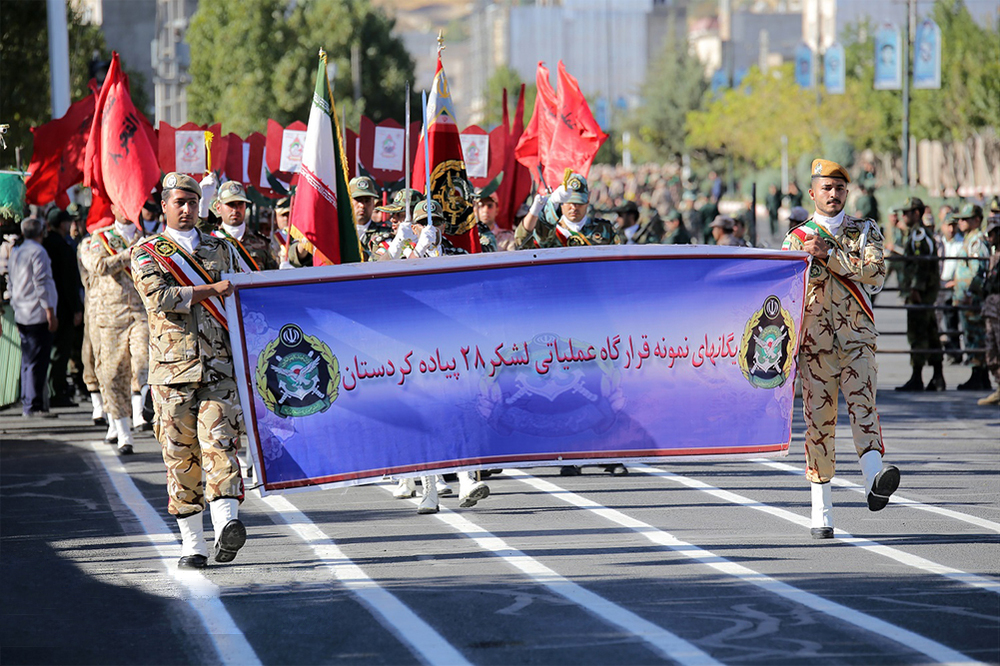
رژه یگان‌های نمونه لشکر ۲۸ کردستان به‌مناسبت سالگرد جنگ ایران و عراق در سال ۱۳۹۸، سنندج

لشکر ۲۸ پیاده کردستان لشکر پیاده‌نظام نیروی زمینی ارتش ایران است، که ستاد فرماندهی آن در شهر سنندج قرار دارد. پیشینه شکل‌گیری این یگان به سال ۱۳۰۰ بازمی‌گردد، که توسط نیروی زمینی شاهنشاهی ایران تأسیس شد. لشکر ۲۸ کردستان در طول جنگ ایران و عراق به‌عنوان یکی از یگان‌های عمل‌کننده ارتش جمهوری اسلامی ایران در نبرد شرکت داشت و تلفاتی بالغ بر ۳۵۰۰ کشته، ۷ هزار زخمی و ۸۰۰ اسیر را متحمل شد. هم‌اکنون سرتیپ‌دوم جابر آباد زردشتی فرماندهی لشکر ۲۸ پیاده کردستان را برعهده دارد.

## سازمان
پس از اجرای «طرح ثامن‌الائمه نزاجا»، تیپ‌های زیر نظر این لشکر از نظر عملیاتی مستقل شدند و نقش قرارگاه لشکر تنها فرماندهی تاکتیکی تیپ‌های زیرمجموعه است.

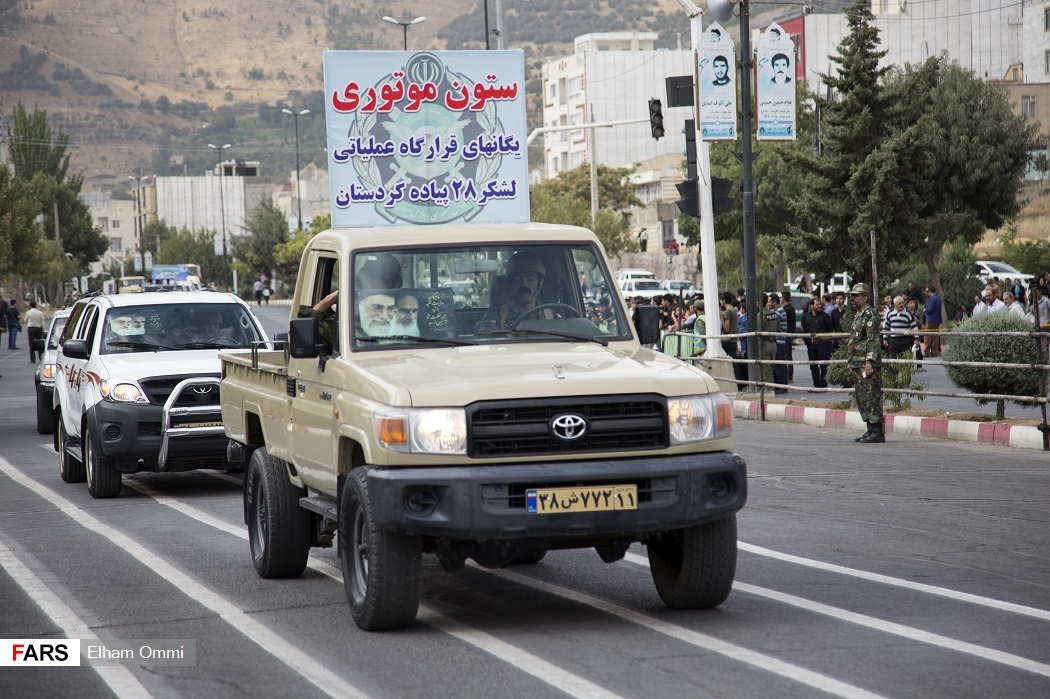
رژه ستون موتوری لشکر ۲۸ کردستان در سال ۱۳۹۷

- تیپ ۱۲۸ پیاده سنندج
- تیپ ۲۲۸ پیاده سقز
- تیپ ۳۲۸ پیاده مریوان
- گروه ۳۳ توپخانه سنندج